# Gamba de Nordmann
La gamba de Nordmann (Tringa guttifer) és un ocell limícola de la família dels escolopàcids (Scolopacidae) que en estiu habita llacunes i pantans de l'est de Sibèria i Sakhalín i en hivern aiguamolls del Sud-est asiàtic.